# Bosbranden in Griekenland 2018

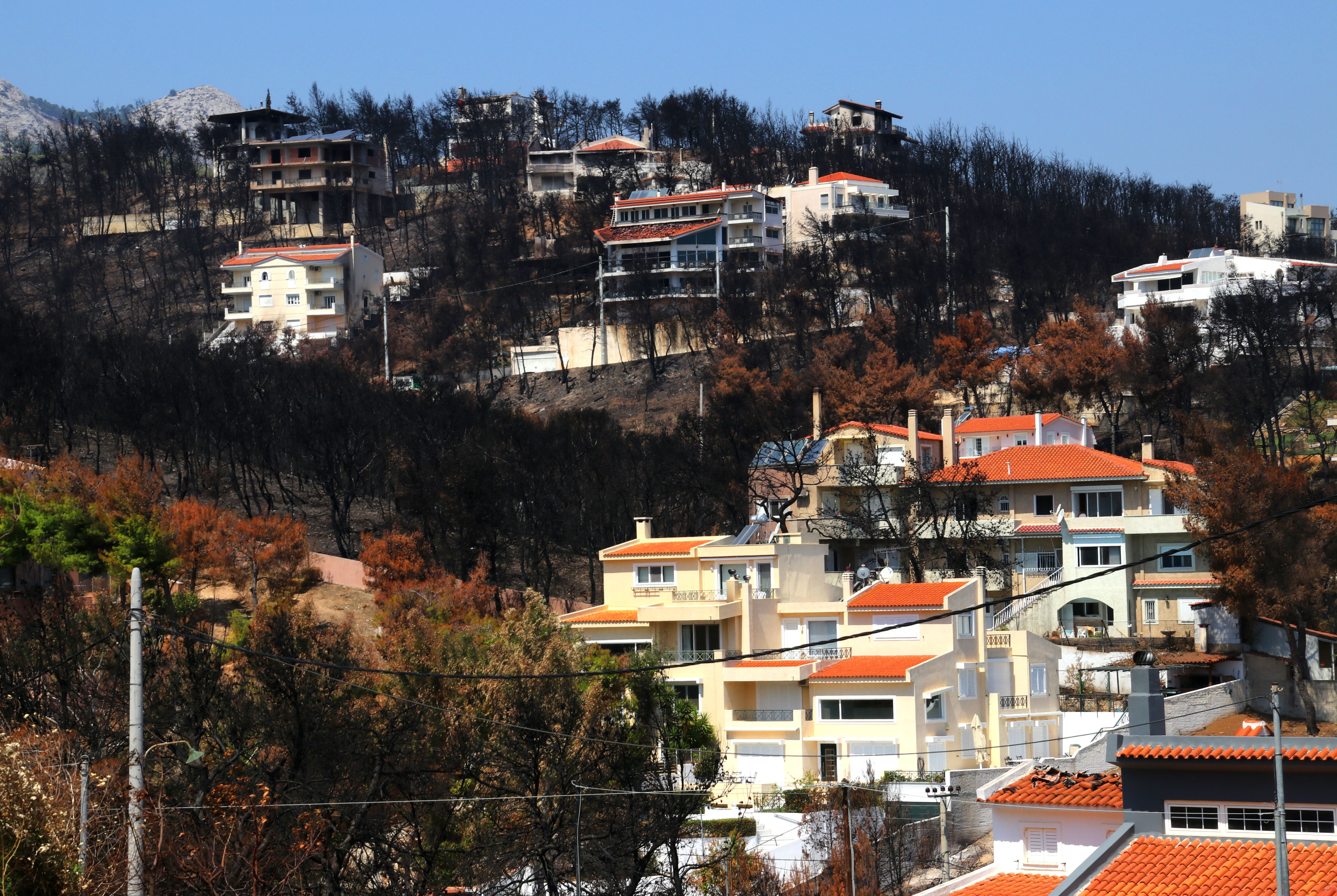
Schade in Mati

In juli 2018 waren er bosbranden in de kustgebieden van Attica, in Griekenland. De branden ontstonden op 23 juli rond 13u plaatselijke tijd ten westen van Athene, nabij Kineta. Een paar uur later begon een tweede brand ten noorden van Athene, nabij Penteli. Vanwege de harde wind verspreidde het vuur zich zeer snel, tot 124 km/h. Het vuur in Kineta legde woningen in de omgeving in de as, terwijl het vuur in Penteli naar het oosten leidde richting het strand, waar het delen van Neos Voutzas, Mati en de havenplaats Rafina verbrandde. In Rafina kwamen tientallen mensen om het leven door verstikking, toen zij het vuur trachtten te ontlopen door een strandje op te vluchten.

## Slachtoffers
Op 28 juli waren 88 doden geteld, onder wie één Belg. Minstens 164 volwassenen en 23 kinderen werden met verwondingen naar het ziekenhuis gebracht, waaronder 11 volwassenen in een ernstige toestand. Honderden inwoners werden geëvacueerd en gered of wisten via het strand te ontkomen, voornamelijk uit de badplaats Mati. Hulpverleners vonden er echter 28 lijken op nauwelijks 30 meter van de zee.
De branden waren de op een na dodelijkste bosbranden ter wereld in de 21ste eeuw, na de Black Saturday Bushfires in Australië in 2009, waarbij 173 mensen werden gedood, gevolgd door de Bosbranden in Griekenland 2007 waarbij 84 mensen werden gedood.

## Oorzaken
Volgens Dimitris Stergiou, burgemeester van Penteli, zou de brand ontstaan zijn door een defecte elektriciteitskabel, maar  volgens staatssecretaris Nikos Toskas waren er sterke aanwijzingen van brandstichting, zowel in Kineta als in Penteli.
Bewoners van het betrokken gebied uitten scherpe kritiek op de overheid, die ze verweten geen evacuatie- of rampenplannen te hebben. Andere critici wezen erop dat het kurkdroge gebied vol staat met illegaal gebouwde huizen, die vaak niet voldoen aan de bouwvoorschriften en zijn neergezet zonder rekening te houden met een behoorlijke ruimtelijke planning.

## Reacties
De overheid van het district Attica stelde de noodtoestand in. De Griekse premier Alexis Tsipras onderbrak een bezoek aan Bosnië, en kondigde drie dagen nationale rouw af. Griekenland heeft andere Europese landen om bijstand gevraagd en heeft die ook van verschillende landen gekregen.